# Шагирислам
Шагирислам — деревня в Пировском районе Красноярского края, входит в состав Кириковского сельсовета.

## География
Деревня находится на расстоянии примерно 11 км (по прямой) к юго-востоку от села Пировское, административного центра района.

### Климат
Климат резко континентальный. Самый теплый месяц — июль, со средней температурой +17,8 °С, с абсолютным максимумом +34,6 °С. Самый холодный месяц — январь: средняя температура составляет −20,1 °С, абсолютный минимум −52,5 °С.

## История
Основана в 1911 году. Ранее носила названия Шагирисламская и Преображенская. В 1926 году в деревне учтено было 126 жителей, преимущественно татар. В советское время работали колхозы им. Ворошилова и «Яна-Турмыш».

## Население
| 2010 |
| ---- |
| 35   |

### Национальный состав
Согласно результатам переписи 2002 года, в национальной структуре населения татары составляли 100 % из 82 чел.